# الیسون ویلیامز
الیسون هوول ویلیامز (به انگلیسی: Allison Howell Williams)؛ زادهٔ ۱۳ آوریل ۱۹۸۸ یک هنرپیشه اهل ایالات متحده آمریکا است. وی از سال ۲۰۰۴ میلادی تاکنون مشغول کار بوده است.
در اواخر سال ۲۰۱۹، آلیسون ویلیامز با الکساندر دریمون آشنا شد. آنها هنگام فیلمبرداری خط افق با هم آشنا شدند. در اواخر سال ۲۰۲۱، آنها صاحب پسری به نام آرلو شدند.

## فیلم‌شناسی

### فیلم
| سال  | عنوان         | نقش            | یادداشت‌ها               | منبع                     |
| ---- | ------------- | -------------- | ----------------------- | ------------------------ |
| ۲۰۱۶ | گذشته به جلو  | زن شماره ۱     | فیلم کوتاه              | به انگلیسی: Past Forward |
| ۲۰۱۷ | برو بیرون     | رز آرمیتاژ     |                         |                          |
| ۲۰۱۸ | کمال          | شارلوت ویلمور  |                         |                          |
| ۲۰۲۰ | خط افق        | سارا جانسون    |                         |                          |
| ۲۰۲۲ | مگان          | جما فارستر     | همچنین تهیه‌کنندهٔ اجرایی |                          |
| ۲۰۲۵ | مگان ۲.۰      | جما فارستر     | همچنین تهیه‌کننده        |                          |
| ۲۰۲۵ | پشیمانی از تو | اعلام خواهد شد | در حال فیلم‌برداری       |                          |

### تلویزیون
| سال       | عنوان                          | نقش                | یادداشت‌ها                                                                                  | منبع  |
| --------- | ------------------------------ | ------------------ | ------------------------------------------------------------------------------------------ | ----- |
| ۲۰۰۴      | رویاهای آمریکایی               | دبورا              | ۲ قسمت                                                                                     |       |
| ۲۰۱۱      | ویل و کیت: پیش از شادی بی‌پایان | کاترین، شاهدخت ولز | نقش تکرارشونده؛ ۴ قسمت؛ همچنین نویسنده؛ به انگلیسی: Will & Kate: Before Happily Ever After |       |
| ۲۰۱۱      | لیگ                            | دنیل               | قسمت: «The Guest Bong»                                                                     |       |
| ۲۰۱۱–۲۰۱۲ | جیک و امیر                     | شریل               | ۲ قسمت                                                                                     |       |
| ۲۰۱۲–۲۰۱۷ | دختران                         | مارنی مایکلز       | نقش اصلی                                                                                   |       |
| ۲۰۱۳      | پروژه میندی                    | جیلیان             | ۳ قسمت                                                                                     |       |
| ۲۰۱۴      | پیتر پن زنده!                  | پیتر پن            | ویژه تلویزیونی                                                                             |       |
| ۲۰۱۵      | سیمپسون‌ها                      | دوست کندیس         | صداپیشه؛ قسمت: «رویای هر مرد»                                                              |       |
| ۲۰۱۸      | پاتریک ملروز                   | ماریان             | قسمت: «اخبار بد»                                                                           |       |
| ۲۰۱۸–۲۰۱۹ | مجموعه حوادث ناگوار            | کیت اسنیکت         | نقش تکرارشونده؛ ۸ قسمت                                                                     |       |
| ۲۰۱۹      | سسمی استریت                    | کارگر بهداشتی      | قسمت: «Oscar Uncanned»                                                                     |       |
| ۲۰۲۳      | همسفران                        | لوسی اسمیت         | مینی‌سریال                                                                                  | [ ۴ ] |

## جوایز و نامزدی‌ها
| سال  | جایزه                            | دسته                                                       | به خاطر   | پیامد    | منبع          |
| ---- | -------------------------------- | ---------------------------------------------------------- | --------- | -------- | ------------- |
| ۲۰۱۶ | جایزه گزینش منتقدان تلویزیون     | Best Supporting Actress in a Comedy Series                 | دختران    | نامزدشده | [ ۵ ]         |
| ۲۰۱۷ | جایزه سینمایی و تلویزیونی ام‌تی‌وی | جایزه سینمایی ام‌تی‌وی بهترین نقش منفی                       | برو بیرون | نامزدشده | [ ۶ ]         |
| ۲۰۱۷ | هیئت ملی بازبینی فیلم            | Best Cast                                                  | برو بیرون | برنده    | [ ۷ ]         |
| ۲۰۱۷ | انجمن منتقدان فیلم سن دیگو       | جایزه انجمن منتقدان فیلم سن دیگو برای بهترین گروه بازیگران | برو بیرون | نامزدشده | [ ۸ ]         |
| ۲۰۱۷ | انجمن منتقدان فیلم سیاتل         | Best Ensemble                                              | برو بیرون | برنده    | [ ۹ ]         |
| ۲۰۱۷ | حلقه منتقدان فیلم فلوریدا        | Best Cast                                                  | برو بیرون | نامزدشده | [ ۱۰ ]        |
| ۲۰۱۷ | جامعه آنلاین منتقدان فیلم        | Best Ensemble                                              | برو بیرون | نامزدشده | [ ۱۱ ] [ ۱۲ ] |
| ۲۰۱۸ | انجمن منتقدان فیلم جورجیا        | Best Ensemble                                              | برو بیرون | نامزدشده | [ ۱۳ ]        |
| ۲۰۱۸ | جایزه انجمن بازیگران فیلم        | اجرای برجسته گروه بازیگران در فیلم سینمایی                 | برو بیرون | نامزدشده | [ ۱۴ ]        |